# Phaeocollybia longipes
Phaeocollybia longipes är en svampart som beskrevs av E. Horak 1973. Phaeocollybia longipes ingår i släktet Phaeocollybia och familjen spindlingar.   Inga underarter finns listade i Catalogue of Life.